# Doftbusksläktet
Doftbuskar (Osmanthus) är ett växtsläkte i familjen syrenväxter med ca 40 arter i Amerika och sydöstra Asien.

## Arter[1]
- Osmanthus americanus
- Osmanthus delavayi
- Osmanthus fortunei
- Osmanthus fragrans
- Osmanthus heterophyllus